# Atentado de Utreque

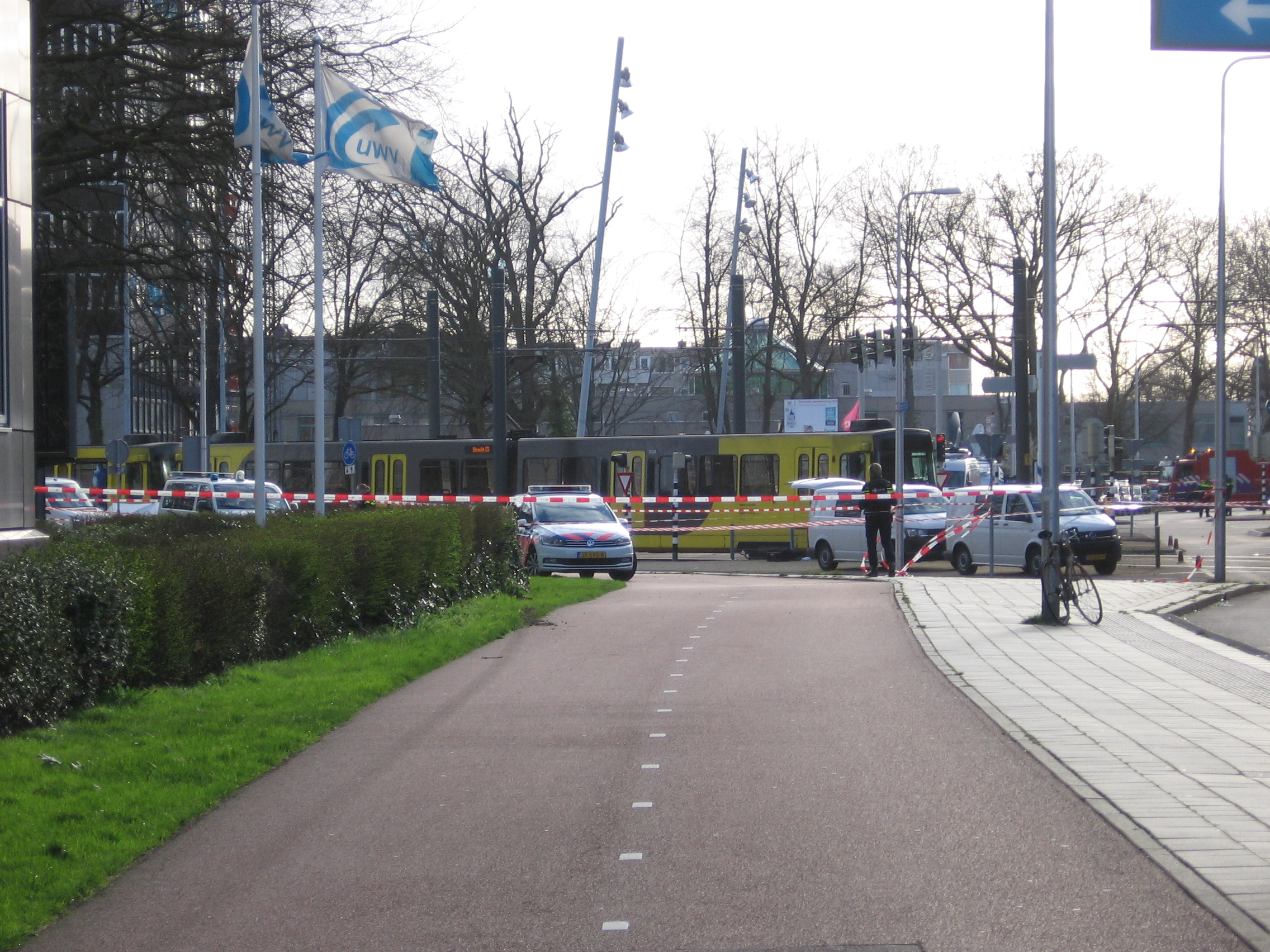
Local do ataque

Na manhã de 18 de março de 2019, três pessoas foram mortas e cinco outras foram hospitalizadas após um tiroteio em um bonde em Utreque (Utrecht), Países Baixos. A polícia local descreveu o incidente como um ataque terrorista. A polícia foi rápida em responder e efetivamente trancou a cidade nas horas após o tiroteio. Os detalhes sobre a identidade do suspeito, um turco de 37 anos, foram divulgados publicamente em um esforço para localizá-lo. Por volta das 18h00 (hora local) foi anunciado que o atirador suspeito foi preso a cerca de 3 km do local do tiroteio, encerrando as medidas de emergência.